# Gène du développement
 (janvier 2021).
Si vous disposez d'ouvrages ou d'articles de référence ou si vous connaissez des sites web de qualité traitant du thème abordé ici, merci de compléter l'article en donnant les références utiles à sa vérifiabilité et en les liant à la section « Notes et références ».
Les gènes du développement sont des gènes qui permettent de construire un organisme spécifique à partir du zygote (ou cellule-œuf).

## Types de gènes
On distingue plusieurs types de gènes du développement :
- Les gènes à effet maternel qui sont transcrits au cours de l'ovogenèse dans l'ovocyte (ou dans des cellules accompagnatrices comme les cellules nourricières chez la drosophile) et dont les produits (ARNm ou protéines) sont stockées dans des régions précises de l'ovocyte. Après la fécondation, ces ARNm ou ces protéines déterminent la mise en place des axes de polarité de l'embryon avant que celui-ci n'exprime son propre génome.

Exemple : le gène bicoïd chez la drosophile est stocké sous forme d'ARNm dans l'ovocyte dans ce qui correspondra à la future région antérieure de l'embryon. Les embryons issus d'ovocytes sans bicoid n'ont pas de régions antérieures (pas de tête ni de thorax).
- Les gènes exprimés à partir du génome de l'embryon.

On peut distinguer également :
- Des gènes qui spécifient une polarité ou une information de position. Par exemple, le gène Cerberus chez le xénope détermine la région de la tête. Certains de ces gènes sont des morphogènes, c'est-à-dire que les protéines correspondantes forment des gradients de concentration et spécifient des types cellulaires différents selon leurs concentrations. Par exemple, le gène Dpp de la drosophile et son homologue BMP (protéine morphogénétique osseuse) chez les vertébrés spécifient des types cellulaires différents le long de l'axe dorso-ventral.
- Des gènes qui déterminent un lignage cellulaire particulier. Par exemple les facteurs de transcription MyoD et Myf5 déterminent des cellules musculaires striées squelettiques dans l'embryon, quelle que soit leur position. Ces gènes contrôlent des gènes de la différenciation cellulaire, qui permettent la formation d'un type cellulaire particulier.